# Señal de socorro

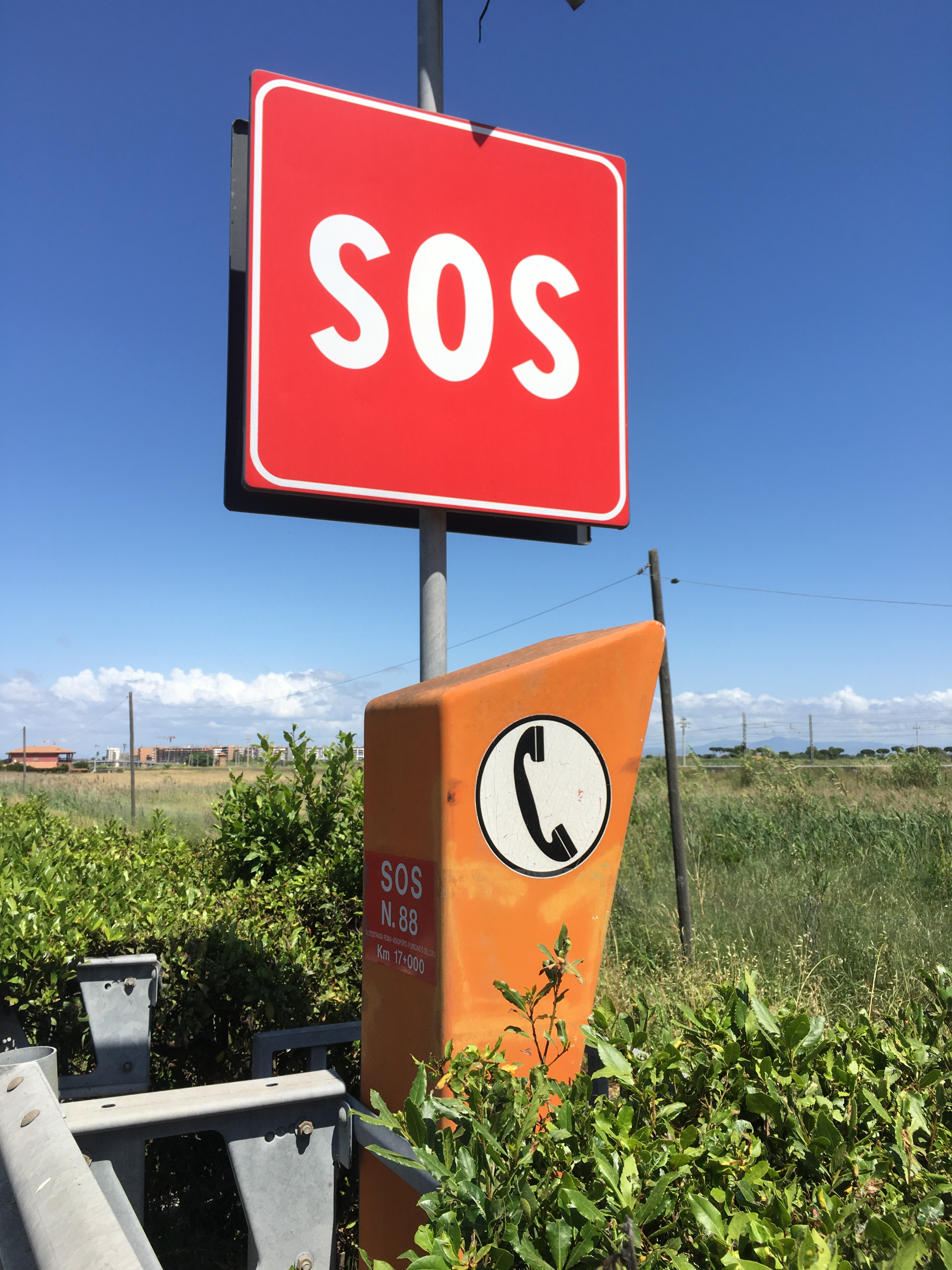
Teléfono de emergencia en una carretera en Italia, con la palabra SOS en un cartel.

Una señal de socorro es un medio internacionalmente reconocido para obtener ayuda. Las señales de socorro se hacen comúnmente mediante el uso de señales de radio, mostrando un artículo o iluminación detectado visualmente, o haciendo un sonido audible desde la distancia.
Una señal de auxilio indica que una persona o grupo de personas, barco, aeronave o cualquier otro vehículo se encuentra en peligro grave e inminente, y solicita asistencia inmediata. El uso de señales de socorro en otras circunstancias puede suponer una violación de las leyes locales o internacionales.
A fin de que la señal sea más eficaz, generalmente dos parámetros son comunicados:
- Alerta o comunicación de un desastre en curso.
- Posición o localización (exacta) del pedidor de ayuda.